# Мери Ејнсворт
Мери Ејнсворт (енгл. Mary Ainsworth; 1. децембар 1913 − 21. март 1999) била је америчко-канадска развојна психолошкиња позната по свом раду у развоју теорије везаности. Она је осмислила процедуру чудне ситуације како би уочила рану емоционалну повезаност између детета и његовог примарног старатеља.
Анкета из 2002. године о општој психологији сврстала је Ејнсворт као 97. најцитиранијег психолога 20. века. Многи од Ејнсвортових студија су „камен темељац" модерне теорије везаности.

## Живот
Мери Салтер рођена је у Глендејл (Охајо) 1. децембра 1913. године, најстарија од три ћерке Мери и Чарлса Салтера. Њен отац, који је магистрирао историју, радио је у производној фирми у Синсинатију, а њена мајка, која је била обучена за медицинску сестру, била је домаћица. Оба њена родитеља су дипломирала на Дикинсон Колеџу који су „високо вредновали добро образовање за слободне уметности" и очекивали су да њихова деца имају одлична академска достигнућа. 1918. године производна фирма њеног оца га је прекомандовала, а породица се преселила у Торонто, Онтарио, Канада, где је Салтер провела остатак свог детињства.
Салтер је била превремено дете које је жудело за знањем. Почела је да чита са три године, а породица би једном недељно одлазила у локалну библиотеку где би њена мајка изабрала одговарајуће књиге за њен ниво. Била је блиска са својим оцем, који је преузео дужност да јој ноћу пева, али није имала топао однос са мајком; Салтер је касније изјавила да је њихова веза била обележена љубомором њене мајке и ометањем везе коју је имала са својим оцем. Била је одлична у школи и одлучила је са 15 година да постане психолог након што је прочитала књигу Вилијам Макдугала „Карактер и понашање живота" (1926).
Похађала је Универзитет у Торонту од 16 година, где је била једна од само пет студената који су примљени на смер психологије.Добила је диплому 1935. године и одлучила је да настави школовање на Универзитету у Торонту са намером да стекне докторат из психологије. Магистрирала је 1936. и докторирала 1939. Салтерова дисертација је „Евалуација прилагођавања заснована на концепту безбедности". У њеној је дисертацији наведено да „када породична безбедност недостаје, појединцу се онемогућава недостатак сигурне основе за рад".
Након дипломирања, Салтер је остала на Универзитету у Торонту као наставник пре него што се придружила канадском женском војном корпусу 1942. Док је била у војсци, Салтер је почела као војни испитивач који је интервјуисао одабрано особље у Киченеру. Њене дужности су укључивале давање клиничких процена и тестове за процену особља. Ускоро је унапређена као саветник директора за селекцију особља канадског корпуса женске војске, а 1945. је достигла чин мајора.
Након победе у рату, Салтер се вратила у Торонто да би наставила са учењем психологије личности, спровела је истраживање и радила са Клопфером на ревизији Роршаховог теста. Удала се за Леонарда Ејнсворта, дипломираног студента на одељењу за психологију Универзитета у Торонту, 1950. и преселила се са њим у Лондон како би му омогућила да заврши докторат на Лондонском универзитетском колеџу. Иако су се развели 1960. године, 10 година пратње Леонарда на различитим местима за своју каријеру дало је Мери прилику да се сретне и ради са многим утицајним психолозима, укључујући Џона Боулбија, као и прилика када су се преселили у Кампалу, у Уганди, где је обављено њено прво „проматрање мајке-одојчета".
Након многих других академских позиција, укључујући и дугогодишњи рад на Универзитету Џонс Хопкинс, она се на крају настанила на Универзитету у Вирџинији 1975. године, где је остала до краја своје академске каријере до 1984. Од тада је постала емеритус професора и остала је активна до 1992. године. Док је радила у Џонс Хопкинсу, Ејнсворт није добила одговарајући третман с обзиром на своје вештине и стручност, као што је одговарајућа плата коју је заслужила с обзиром на њене године, искуство и допринос послу. Она је морала да чека две године на позицију ванредног професора иако су њене квалификације надмашиле опис радног места. У то време, жене су морале јести у одвојеним трпезаријама него мушкарци, што је на крају значило да жене нису могле упознати мушке чланове главног одељења на „нормалан начин".
Ејнсворт је примила многе награде, укључујући и награду Г. Стенлија Хола из АПА за развојну психологију 1984., награду за истакнуте доприносе развоју деце 1985. године и награду за истакнути научни допринос Америчког удружења психолога 1989. године. Изабрана је за члана Америчке академије наука и уметности 1992. Умрла је 21. марта 1999. у осамдесет петој години због можданог удара.

## Рани радови
Током постдипломске студије, Мери је студирала под менторством Вилијама Е. Блаца. Блац се фокусирао на проучавање онога што је назвао „теоријом сигурности". Ова теорија указала је на Блацову идеју да различити нивои зависности од родитеља значе различите квалитете односа с тим родитељима, као и квалитет односа са будућим партнерима. Његови нивои зависности били су означени као сигурна зависност, независна сигурност, незрела зависна сигурност и зрела сигурна зависност. Блац је теоретисао да што је сигурнија и зрелија интеракција између појединаца, то је већа вероватноћа да ће однос бити здрав и без несигурности.
Након што је напустила канадски женски корпус, вратила се у Торонто да би наставила са учењем психологије личности и спроводила истраживања. Удала се за Леонарда Ејнсворта 1950. и преселила се са њим у Лондон како би му омогућила да заврши докторат на Лондонском универзитетском колеџу. Док је била у Енглеској, Ејнсворт се придружила истраживачком тиму Џона Боулбија на саветовалишту Тависток, истражујући ефекте раздвајања мајки на развој детета. Поређење ометајућих веза мајке и детета са нормалним односом мајка-дете показало је да недостатак мајчине фигуре доводи до „негативних ефеката на развој детета".
1954. године напустила је клинику Тависток ради истраживања у Африци где је спровела своје лонгитудинално теренско истраживање интеракције мајка-дете. Одлучила је да испита уобичајену праксу одвикавања у подручју у којем се дете шаље на неколико дана да живи са рођацима и „заборави дојке". Ејнсворт је спровела детаљне интервјуе са породицама из 6 села у околини Кампале, Уганда, али је првобитно упознала језичку баријеру. Да би то превазишла, направила је велики напор да научи језик до те мере да је могла обавити једноставан разговор. Учећи ово, она је развила поштовање према култури, а касније је рекла: „Штета је што се не може захтевати рад на терену у другом друштву сваког будућег истраживача развоја деце." Ејнсвортова књига из те теренске студије, Дете у Уганди, остаје изузетна и класична етолошка студија у развоју привржености и показује да процес одражава специфичне универзалне карактеристике које прелазе лингвистичке, културне и географске улоге.
Мери Ејнсворт је пратила свог мужа када га је као форензички психолог довела у Балтимор. Говорила је о клиничкој психологији на Универзитету Џонс Хопкинс. 1958. године добила је сталну функцију ванредног професора развојне психологије. За то време у Џонс Хопкинсу, Ејнсвортов професионални однос са Џон Боулбијем расте. Док је претходно био ментор, почели су да раде заједно као равноправни партнери, размењујући нацрте папира за коментаре и проналазећи време за сусрет у ретким приликама, будући да је још увек била првенствено у Лондону.
Ејнсворт је прошла тежак развод 1960. године, али је наставила са својим истраживањима. Имала је прилику да представи резултате своје студије у Уганди на студијској групи за интеракцију мајке и новорођенчади у Лондону. То је био први пут да јавно износи резултате, а реакције нису биле одушевљене. Примарно питање које су поставили развојни психолози била је њена дефиниција за „везаност". Ејнсворт је била мотивисана овим и другим питањима да направи каталог понашања као што је „плакање када је мајка напустила собу, прати је, поздравља када се врати са осмехом, вокализација, узбуђено подскакивање, постизањем или приступом понашању" које би се могла користити да се квалификује приврженост.

## Чудне ситуације
1965. године Ејнсворт је дизајнирала Процедуре Чудне ситуације као начин процене индивидуалних разлика у понашању везаности, изазивајући реакцију појединца када се нађе у стресу. Процедура чудне ситуације подељена је у осам епизода, у трајању од по три минута. У првој епизоди новорођенче и његов старатељ улазе у угодно лабораторијско окружење, са многим играчкама. После једне минуте, особа непозната детету улази у собу и полако покушава да се упозна са њим. Старатељ оставља дете са странцем три минуте; и онда се враћа. Старатељ одлази по други пут, остављајући дете на три минуте; онда странац улази и нуди утеху детету. Најзад, старатељ се враћа и добија упутства да поведе дете. Како епизоде повећавају стрес од новорођенчета по корацима, посматрач може посматрати кретање бебе између бихевиоралних система: интеракцију истраживања и понашања везивања, у присуству и одсуству родитеља.
На основу њиховог понашања, 26 деце у Ејнсвортовој оригиналној Балтиморској студији су сврстане у једну од три класификације. Свака од ових група одражава различите врсте односа везаности са старатељима и подразумева различите облике комуникације, регулацију емоција и начине реаговања на уочене претње.
Упркос многим налазима из њеног експеримента са чудном ситуацијом, било је и критика. Речено је да има превише нагласка на мајку и није мерила општи стил везаности. Речено је да је Ејнсвортов рад био пристрасан, јер је студија спроведена само са америчким породицама средње класе. Критичари су такође веровали да је експеримент вештачки и да му недостаје еколошка ваљаност.

### Анксиозно избегавање несигурне привржености
Дете са несигурним стилом анксиозног избегавања избегава или игнорише старатеља - показује мало емоција када се старатељ удаљи или се врати. Дете неће много истраживати без обзира на то ко је тамо. Нема много емоционалног распона без обзира на то ко је у соби или је празна. Новорођенчад класификована као анксиозно избегавајућа (А) представљале су загонетку у раним 1970-им. Они нису показивали узнемиреност због раздвајања, или су игнорисали старатеља при њиховом повратку (подтип А1) или су показивали одређену тенденцију да игноришу или се окрећу од старатеља (подтип А2). Ејнсворт и Бел (1970) су тврдили да је очигледно неозбиљно понашање беба која су избегавана заправо маска за узнемиреност, а хипотеза је касније доказана кроз студије о срчаном ритму беба која су избегавана.

### Сигурна приврженост
Дете које је сигурно везано за своју мајку слободно ће истраживати док је старатељ присутан, користећи је као „сигурну базу“ из које ће истраживати. Дете ће ступити у контакт са странцем када је старатељ присутан, и биће видно узнемирен када се старатељ удаљи, али је срећан када види његов повратак. У Сједињеним Америчким Државама, око седамдесет посто беба средње класе има сигурну повезаност у овој студији.

### Анксиозно-отпорна несигурна приврженост
Деца која су класификована као анксиозно-амбивалентна/отпорна (Ц) показала су узнемиреност чак и пре раздвајања, тешко су се утешила при повратку старатеља. Они су или показали знакове љутње као одговор на одсуство (подтип Ц1), или знакове беспомоћне пасивности (подтип Ц2). У Ејнсвортовом оригиналном узорку, свих шест новорођенчади Ц показало је толико узнемирења током епизода поступка чудне ситуације да се опажања морају прекинути.Један проценат деце је одговорио са високим степеном пасивности и неактивности у ситуација беспомоћних поставки.

### Неорганизована/дезорганизована приврженост
Четврту категорију додала је Ејнсвортова колегиница Мери Мејн. Ејнсворт је 1990. године објавила свој благослов за нову класификацију „Д“, иако је она рекла да се тај додатак сматра „отвореним, у смислу да се подкатегорије могу разликовати“, јер се бринула да би класификација Д могла бити сувише свеобухватна и могу укључити превише различитих облика понашања. За разлику од новорођенчади у другим категоријама које је класификовала Мери Ејнсворт, које имају стандардни пут реакције док се баве стресом одвајања и поновног спајања, деца типа Д нису имала симптом механизма суочавања. У ствари, ова деца су имала мешовите карактеристике као што су „јака близина у потрази, праћена снажним избегавањем или су изгледали омамљени и дезоријентисани по поновном сусрету са њиховим старатељима (или обоје)".
Од пројекта СТЕЕП, бебе које су имале неорганизовану/дезорганизовану приврженост (тип Д) су тестирале излучивање виших концентрација кортизола у пљувачки од деце у традиционалним (АБЦ) класификацијама. Резултати ове студије показују модел реактивности на стрес који одражава како различите класификације традиционалних (АБЦ) понашања постају фактор који утиче на реакције физиолошког стреса.

## Главни радови
- Ејнсворт, М. и Боулби, Џ. (1965). Брига о детету и раст љубави. Лондон: Пенгуин Књиге.
- Ејнсворт, M. (1967). Дете у Уганди. Балтимор: Џонс Хопкинс.
- Ејнсворт, M., Блехар, M., Вотерс, E., и Вал, С. (1978). Узорци привржености. Хилсдејл, Њ: Ерлбаум.

## Награде у току живота[26]
- Phi Beta Kappa (ΦΒΚ), Универзитет у Торонту
- Награда за истакнути допринос, Мериленд психолошко удружење (1973)
- Награда за истакнути научни допринос, Вирџинија психолошко удружење (1983)
- Награда за истакнути научни допринос, Дивизија 12 (Одељење за клиничку психологију), Америчко психолошко удружење (АПА; 1984)
- Награда Г. Стенли Хол, Дивизија 7 (Одељење за развојну психологију), АПА (1984)
- Одбор за психијатрију и менталну хигијену, Медицинска академија у Њујорку (1984)
- Вилијам Т. Грант Предавач у бихевиоралној педијатрији, Друштво за бихевиоралну педијатрију (1985)
- Награда за истакнуте доприносе истраживању развоја детета, Друштво за истраживање развоја деце (1985)
- Награда за истакнути професионални допринос знању, АПА (1987)
- Награда Ч. Андерсон Олдрич за развој деце, Америчка педијатријска академија (1987)
- Награда за достинуће, Удружење за ментално здравље одојчади у Вирџинији (1989)
- Почасна стипендија, Краљевски колеџ психијатара (1989)
- Награда за истакнути научни допринос, АПА (1989)
- Америчка академија наука и уметности (1992)
- Награда за истакнути професионални допринос, Дивизија 12 (Одељење за клиничку психологију), АПА (1994)
- Награда Међународног друштва за проучавање личних односа (1996)
- Менторска награда, Дивизија 7 (Одељење за развојну психологију), АПА (1998)
- Награда за златну медаљу за животно дело у психологији, Америчка психолошка фондација (АПФ, 1998)